# Greatest Hits (Alien Ant Farm)
Greatest Hits è il primo album in studio del gruppo musicale statunitense Alien Ant Farm, pubblicato nel 1999 in maniera indipendente. Molti brani del disco sono stati ri-registrati per le successive produzioni discografiche. A discapito del titolo, non si tratta di una compilation.

## Tracce
1. These Days – 3:50
2. Pink Tea – 4:09
3. Movies – 3:25
4. Dole Roll – 2:21
5. Denigrate – 4:18
6. Solution Time – 4:22
7. S.S. Recognize – 3:51
8. Nova Hands – 4:55
9. Universe – 5:36
10. Slick Thief – 3:32